# Support Our Law Enforcement and Safe Neighborhoods Act

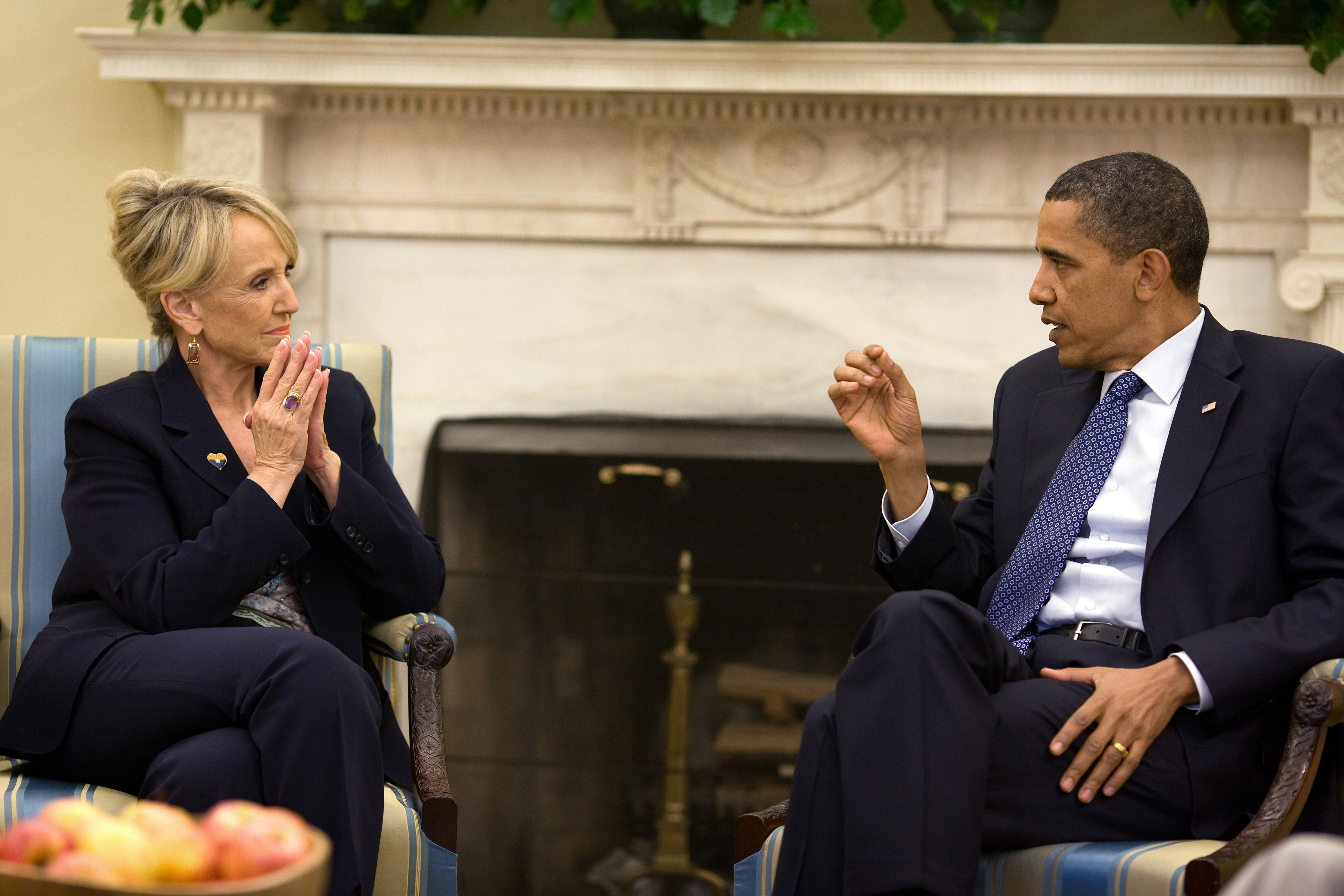
President Barack Obama in gesprek met Jan Brewer, gouverneur van Arizona, die hij in juni 2010 uitnodigde om te spreken over de problemen van illegale immigratie.

De Support Our Law Enforcement and Safe Neighborhoods Act, ook bekend onder de formele naam Arizona Senate Bill 1070 (SB 1070), is een wet in de Amerikaanse staat Arizona. De wet geldt als de meest vergaande wet tegen illegale immigratie in de Verenigde Staten. De invoering van de wet leidde tot een nationale controverse.
De Amerikaanse federale wet eist van bepaalde vreemdelingen dat zij geregistreerd staan en deze documenten te allen tijde in hun bezit moeten hebben. SB 1070 maakt het een staatsmisdrijf wanneer personen de benodigde papieren niet kunnen tonen. Ook zou het mogelijk worden actie te ondernemen tegen personen die illegale vreemdelingen onderdak boden, inhuurden of vervoerden.
De wet kreeg veel kritiek omdat het er volgens de tegenstanders toe zou leiden dat de politie op basis van uiterlijk en ras expres jacht zou gaan maken op illegale vreemdelingen.
SB 1070 werd op 23 april 2010 ondertekend door Jan Brewer, gouverneur van Arizona, en zou op 29 juli 2010 in werking treden. Tegen de wet werden verschillende bezwaren ingediend, omdat hij ongrondwettelijk zou zijn en in strijd met de civil rights-wetten. Onder andere het Amerikaanse ministerie van Justitie stapte naar de rechter om de wet ongedaan te maken. Een dag voordat de wet in werking zou treden werden de meest controversiële elementen van de wet door een federale rechter geblokkeerd.

## Inhoud wet

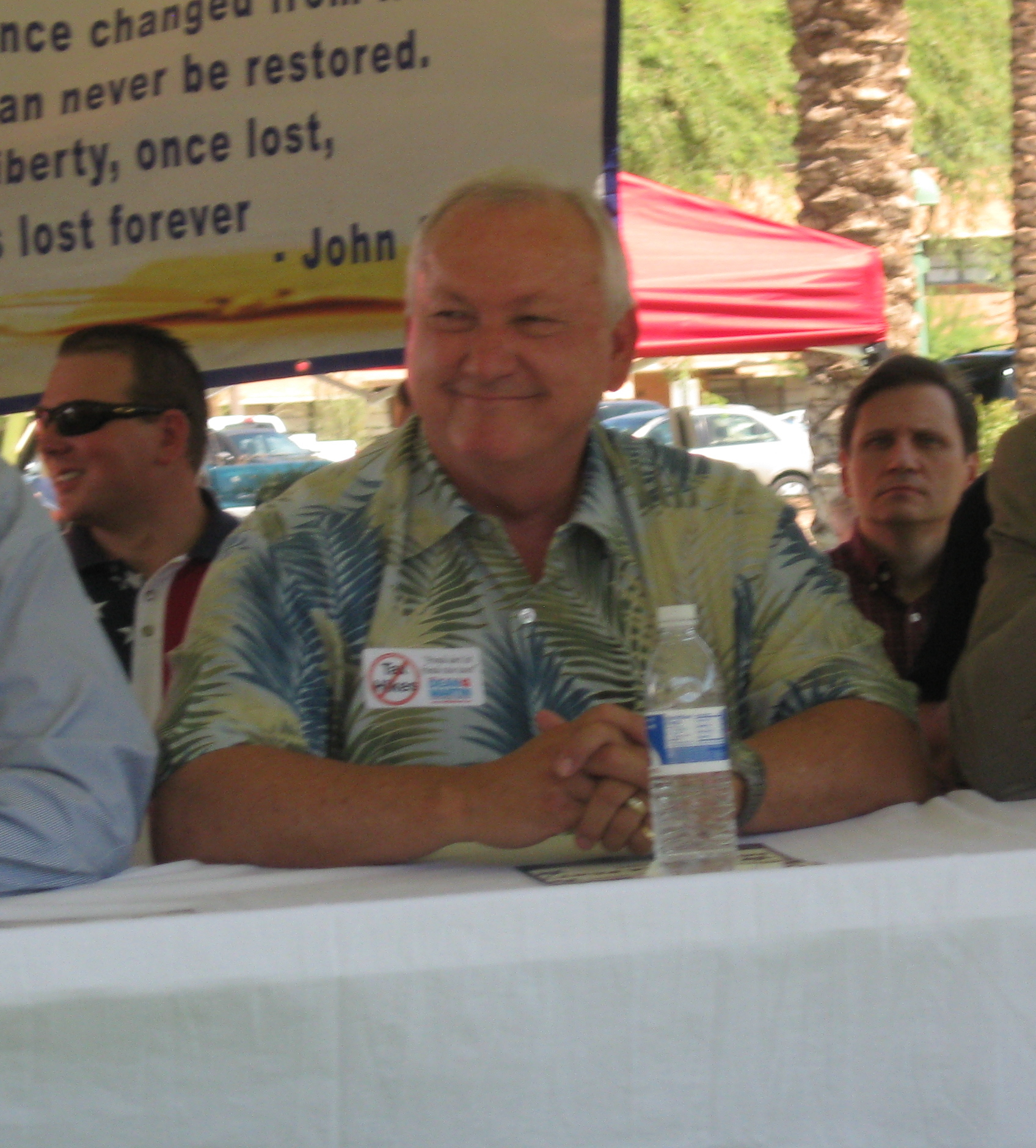
Staatssenator Russel Pearce, initiatiefnemer achter de wet, op een bijeenkomst van de Tea Party.

De wet stond het politieagenten toe om de (il)legale status van iemand te controleren wanneer deze was staande gehouden of gearresteerd en er een redelijke verdenking zou zijn dat deze een illegale vreemdeling zou zijn. Een persoon kan pas worden vrijgelaten wanneer er duidelijkheid is over zijn status. Een eerste overtreding zou kunnen leiden tot een straf van 20 dagen opsluiting en een boete van $100. Latere overtredingen kunnen leiden tot 30 dagen opsluiting en een boete van $500.
De wet stelt het (lokale) overheden en instanties ook verplicht om ten volle mee te werken aan de uitvoering van de wet. Wanneer dit niet gebeurt kunnen zij door inwoners van Arizona worden aangeklaagd vanwege nalatigheid.
De belangrijkste initiatiefnemer achter de wet was staatssenator Russell Pearce. De wet werd grotendeels opgesteld door Kris Kobach. De moord op Robert Krentz, een 58-jarige boer, van wie vermoed werd dat hij door een illegale immigrant werd vermoord, creëerde momentum voor de wet om te worden aangenomen. De dader is echter nooit aangehouden. Op 13 april 2010 stemde het Huis van Afgevaardigden voor de wet met een meerderheid van 35 tegen 21. Zes dagen later stemde ook de Senaat van Arizona in met de wet met 17 senators voor en 11 tegen. Het waren voornamelijk Republikeinen die instemden met de wet en Democraten die tegen waren. Gouverneur Brewer gaf bij het ondertekenen van de wet aan er streng op toe te zien dat de politie niet zou discrimineren.

## Achtergrond
In Arizona wonen naar schatting 460.000 illegale immigranten. Dit is een vervijfvoudiging sinds 1990. De meeste immigranten komen naar de Verenigde Staten door de grens met Mexico over te steken. De aanwezigheid van de immigranten leidt tot een verhoogde criminaliteit. Eerdere maatregelen, zoals voorgesteld in SB 1170, werden eerder in 2006 en 2008 aangenomen door de wetgevende vergadering van Arizona, maar daar werd een veto over uitgesproken door de Democratische gouverneur Janet Napolitano.
De staat Arizona is de eerste staat met dergelijke wetgeving. Voorheen mocht de politie geen onderzoek doen naar de immigratiestatus van personen. Veel politiedepartementen ontmoedigden illegale immigranten om bijvoorbeeld aangifte te doen, of mee te werken aan onderzoeken, om niet in situaties terecht te komen waarbij de immigratiestatus van een persoon gecontroleerd moest worden.

## Reacties

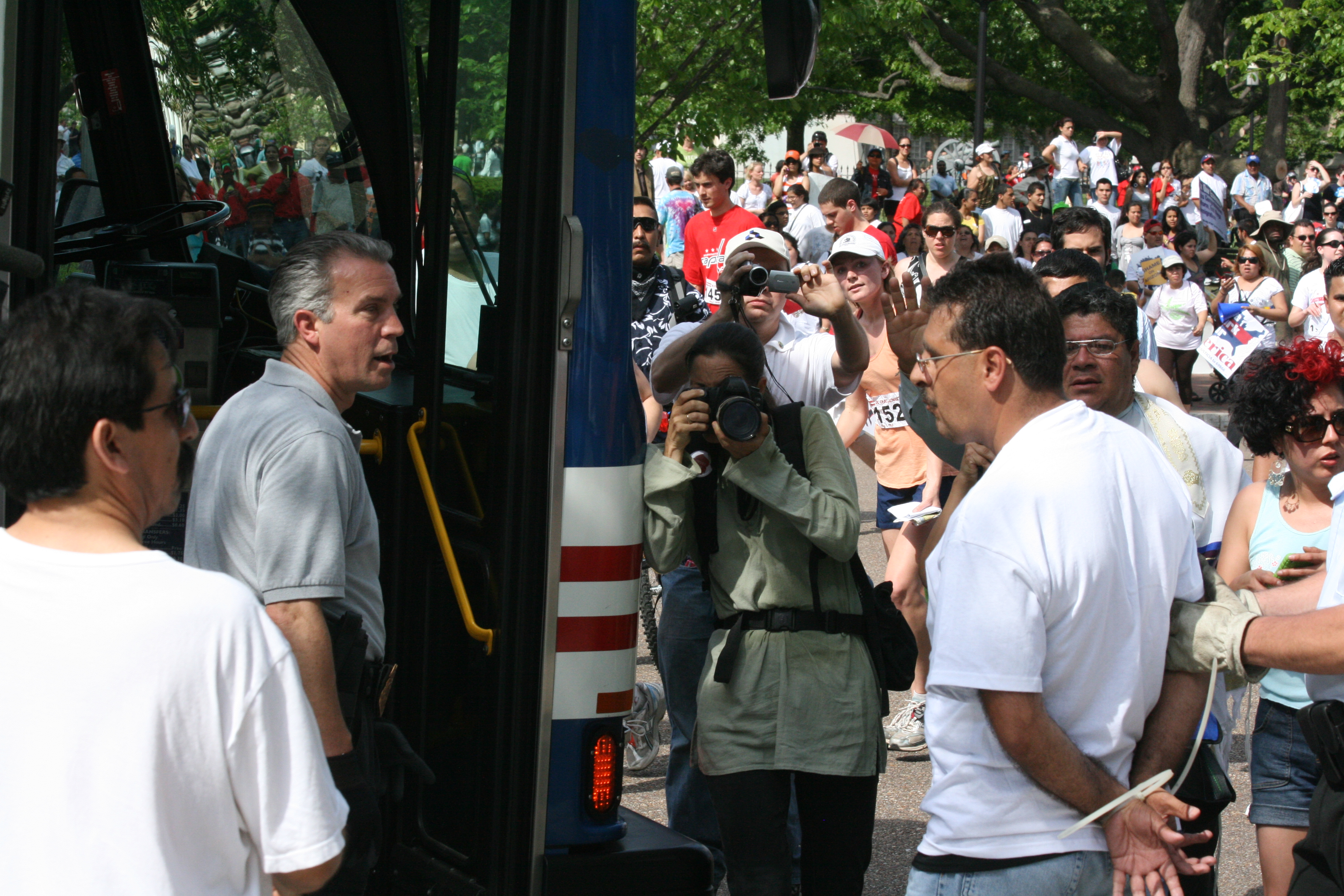
Demonstranten die worden gearresteerd tijdens een betoging tegen de wet bij het Witte Huis.

President Barack Obama liet weten de wet misplaatst te vinden en vond dat "basisnoties van rechtvaardigheid die Amerikanen zo koesterden zouden worden ondermijnd". Obama zei dat er op federaal niveau wordt verzuimd een landelijke regeling in te voeren, en dat in het hele land tot "onverantwoordelijke" maatregelen zal blijven leiden. Gouverneur Brewer vond dat Arizona "meer dan geduldig was geweest".
De Mexicaanse president Felipe Calderón bekritiseerde de wet ook, omdat migratie daarmee gecriminaliseerd zou worden. Hij vond het een schending van mensenrechten. Het Mexicaanse ministerie van Buitenlandse Zaken vaardigde een negatief reisadvies af naar Arizona.
Als gevolg van de invoering van de wet verliet een groot aantal Latijns-Amerikaanse immigranten de staat. In november 2010 bleek uit een studie dat ruim honderdduizend personen de staat hadden verlaten. Voor een deel zou dat overigens verklaard kunnen worden uit de matige economische situatie waarin Arizona zich op dat moment bevond.

### Boycot tegen Arizona
Op 1 mei 2010 werden er in meer dan zeventig steden demonstraties gehouden. Op een demonstratie in Los Angeles kwamen bijvoorbeeld bijna zestigduizend mensen af. Op een persconferentie in Phoenix sprak de Colombiaanse zangeres Shakira zich samen met Phil Gordon, de burgemeester van Phoenix, uit tegen de wet. De Phoenix Suns, een basketbalteam uit de NBA, protesteerde tegen de wet door een speciaal outfit te dragen in een wedstrijd tegen San Antonio Spurs. Het maken van een politiek statement is zeer ongewoon voor een NBA-team, en dit geval leverde het team zowel veel bijval als kritiek op.
Er werden verschillende boycots tegen Arizona ingesteld. Zo stonden overheden van San Francisco, Los Angeles, Denver, Seattle, Oakland, Minneapolis en Denver hun werknemers niet toe om voor het werk naar de staat te reizen, of producten af te nemen van bedrijven uit Arizona. De uit Arizona afkomstige afgevaardigde Raúl Grijalva ging zelfs zo ver om op te roepen tot een totale economische boycot tegen de staat.
Verschillende Amerikaanse artiesten lieten op initiatief van Zack de la Rocha weten niet langer in Arizona te zullen optreden. Onder hen waren  Kanye West, Cypress Hill, Massive Attack, Conor Oberst, Sonic Youth, Joe Satriani, Rise Against, Tenacious D, The Coup, Gogol Bordello, Los Tigres del Norte en My Chemical Romance.

## Rechterlijk oordeel
Het Amerikaanse ministerie van Justitie diende op 6 juli 2010 een bezwaar in tegen de wet bij een federale rechter in Arizona. Het was uitzonderlijk dat een federale overheid op deze manier bezwaar maakt tegen de wetgeving van een staat. Het bezwaar werd gemaakt op grond van het feit dat immigratieregelingen exclusief het terrein zijn van de federale overheid. De meest controversiële punten van de wet werden opgeschort. De rechter verbood bijvoorbeeld de bepaling dat een agent verplicht is de migratiestatus van een gearresteerde of aangehouden persoon vast te stellen als de agent vermoedt dat de persoon niet legaal in het land is.
Gouverneur Brewer liet weten dat de staat Arizona in hoger beroep gaat tegen de uitspraak. Op 25 juni 2012 deed het Amerikaanse Hooggerechtshof uitspraak. Daarbij wees zij een belangrijk deel van de  controversiële wet af. Zo mogen agenten niet zonder aanleiding controleren of arrestanten illegaal in het land zijn. Ook werd het illegale immigranten niet verboden te werken en hoeven ze niet altijd hun papieren op zak te hebben.
Het Hooggerechtshof hield een deel van de wet in stand. De politie hield namelijk de mogelijkheid mensen aan te houden als ze vermoeden dat ze illegaal in het land zijn. Wel moeten de agenten dan aangeven waar die verdenking op gebaseerd is.